# Mittlerer Seekarkopf
De Mittlerer Seekarkopf is een 3060 meter (volgens andere bronnen 3063 meter) hoge berg in de Ötztaler Alpen in het Oostenrijkse Tirol.
Met die hoogte is het de hoogste berg van de Nauderer Bergen, een subgroep van de Ötztaler Alpen. Hiermee is de berg maar net hoger dan de Südlicher Seekarkopf, zijn zuidelijke buurtop, die 3057 meter meet. De noordelijke buurtop, de Nördlicher Seekarkopf, is 3000 meter hoog.
De bergtop ligt een kilometer ten noorden van de grens met het Italiaanse Zuid-Tirol. Steunpunt voor een beklimming van de Mittlerer Seekarkopf is het Hohenzollernhaus, dat enkele kilometers ten noordoosten van de top gelegen is op een hoogte van 2120 meter.